# Autazes
Autazes es un municipio brasileño del estado de Amazonas. Se localiza en el centro amazonense, al sur de la capital, Manaus. Autazes es conocida por albergar la mayor fiesta bovina de la Amazonia Occidental.

## Historia
Autazes era una región bastante conocida ya en el siglo XVIII, por ser la zona de los indios Mura, famosos por resistir al sistema colonizador de los portugueses.
El origen del nombre "Autazes" viene de los ríos Autaz-Açú y Autaz-Mirim, ríos que penetran y cortan el municipio de norte a sur. La explotación de sus tierras se inició alrededor de 1637, a través del Río Madeira, por los productores de cacao y demás trabajadores de productos naturales. Sin embargo, la ocupación definitiva de Autazes solo aconteció alrededor de 1860.
La Cabanagem también fue presenciada en sus tierras, alrededor de 1835 y 1840. Ese acontecimiento, extraordinario en la Historia del Brasil, unió a indios, mestizos, negros y algunos blancos pobres que buscaban mejores condiciones de vida.

## Geografía
Su población estimada en 2008 era de 48.456 habitantes. Su localización: Latitud: -3,57972 y Longitud: -59,13056. Tiene un área territorial de 7.599 km. Está a 90 m sobre el nivel del mar y la temperatura media es de 26 °C. Está a 108 km de Manaus.

### Hidrografía
Son diversos ríos que surcan los alrededores de Autazes, y más de cien lagos, siendo todos propicios a la pesca y al aterrizaje de hidroaviones. Esos locales cuentan con una fuerte presencia de operadores de barcos para el turismo de pesca. El pescado más codiciado es el tucunaré, que se tornó el símbolo de la pesca deportiva en el Brasil. Los que destacan son los ríos Preto y Pantaleão, que tienen por características principales las aguas oscuras y un lago con 20 km de área. El río Mamori atraviesa la ciudad y hace su vinculación con el municipio de Careiro Castanho. El río Tupana es uno de los más preservados y salvages de la región.

## Economía

### Producción de leche de búfala
Según datos del IBGE, Autazes posee a mayor producción de leche de búfala del Brasil, con 1,7 millones de litros de leche producidos en 2006. (fuente: Censo Agropecuário de 2006 del IBGE)

### Agropecuaria
La producción agropecuaria se basaba en la producción de ganado lechero, lo que le vale a Autazes el título de ciudad del leche y del queso. También hace una gran producción de queso coalho, queso manteiga y leche, bien como el cultivo de la mandioca (harina), del cupuaçú, del guaraná, de la naranja, del frijol y del maíz.